# تحصیل عارف والا
تحصیل عارف والا (به انگلیسی: Arifwala) یک شهر در پاکستان است که در بخش ساهیوال واقع شده‌است.